# Caroline Kilel
Caroline Cheptonui Kilel (21 maart 1981) is een Keniaanse atlete, die is gespecialiseerd in de marathon. Ze won verschillende grote marathons, zoals Boston (2011), Frankfurt (2010, 2013) en Daegu (2016). Met haar overwinning in Boston won ze $ 150.000 aan prijzengeld.

## Persoonlijke records
| Onderdeel      | Prestatie | Datum           | Plaats     |
| -------------- | --------- | --------------- | ---------- |
| 10.000 m       | 32.27.8   | 25 juni 2005    | Nairobi    |
| 10 km          | 31.36     | 7 juni 2009     | Groesbeek  |
| 15 km          | 48.51     | 5 oktober 2014  | Glasgow    |
| 20 km          | 1:04.26   | 11 oktober 2009 | Birmingham |
| halve marathon | 1:08:.16  | 11 oktober 2009 | Birmingham |
| 25 km          | 1:23.43   | 10 mei 2009     | Berlijn    |
| 30 km          | 1:40.25   | 6 november 2011 | New York   |
| marathon       | 2:22.34   | 27 oktober 2013 | Frankfurt  |

## Palmares

### 10.000 m
- 2013:  Keniaanse kamp. in Nairobi - 32.51,0
- 2013: 4e Keniaanse WK Trials in Nairobi - 33.51,34

### 5 km
- 2009:  Maastrichts Mooiste - 15.58

### 10 km
- 2004:  Pasquetta in Gualtieri - 32.01
- 2006:  Admiral Swansea Bay - 33.50
- 2009:  Hilversum City Run - 31.57
- 2009:  Würzburger Residenzlauf - 32.45
- 2009:  Zwitserloot Dakrun - 31.35,6
- 2009:  Stadsloop Appingedam - 33.02,4
- 2010:  Zwitserloot Dakrun - 32.15
- 2010:  Stadsloop Appingedam - 32.14,5
- 2011:  BAA in Boston - 31.58
- 2012: 5e BAA in Boston - 32.39,8
- 2012:  Stadsloop Appingedam - 32.57
- 2013:  Kericho Great Run - 33.32
- 2014:  Lowertown Brewery Ottawa - 32.31
- 2014: 4e BAA in Boston - 32.06
- 2014:  Stadsloop Appingedam - 32.03
- 2015: 4e Great Manchester Run - 32.18
- 2015: 4e BAA in Boston - 32.49
- 2015:  Stadsloop Appingedam - 32.24
- 2015:  Atlanta Journal Constitution Peachtree - 32.30

### 15 km
- 2009:  Montferland Run - 49.57

### 20 km
- 2010:  Maroilles - 1:07.40

### halve marathon
- 2002:  halve marathon van Ageo - 1:14.08
- 2005: 16e WK in Edmonton - 1:12.13
- 2006:  Great Scottish Run - 1:10.45
- 2006:  halve marathon van Nottingham - 1:13.32
- 2008:  halve marathon van Pune - 1:10.17
- 2009:  Great Scottish Run - 1:09.03
- 2009: 4e halve marathon van Birmingham - 1:08.16
- 2010:  halve marathon van Zwolle - 1:10.06
- 2010:  Great Scottish Run - 1:09.11
- 2011:  halve marathon van Lissabon - 1:10.30
- 2012:  halve marathon van Houston - 1:08.28
- 2012:  halve marathon van Kisii - 1:11.31
- 2013:  halve marathon van Houston - 1:11.58
- 2013:  halve marathon van Kisii - 1:15.24
- 2014: 4e halve marathon van Egmond - 1:13.06
- 2014: 5e halve marathon van New York - 1:10.00,2
- 2014: 4e Great North Run - 1:09.10
- 2014:  Great Scottish Run - 1:08.53
- 2014:  halve marathon van Keringet - 1:12.15
- 2014:  halve marathon van Kochi - 1:13.26
- 2015:  halve marathon van Nairobi - 1:08.23
- 2015: 4e halve marathon van Ústí nad Labem - 1:11.45

### 25 km
- 2009:  25 km van Berlijn - 1:23.43
- 2013: 4e 25 km van Berlijn - 1:26.12

### marathon
- 2003:  marathon van Venetië - 2:30.22
- 2004:  marathon van Palermo - 2:31.15
- 2005:  marathon van Nairobi - 2:36.08
- 2006:  marathon van Praag - 2:31.10
- 2007: 7e marathon van Seoel - 2:35.01
- 2008: 4e Toronto Waterfront Marathon - 2:34.27,0
- 2008:  marathon van Taipei - 2:30.44
- 2009: 9e marathon van Nagoya - 2:31.42
- 2009:  marathon van Ljubljana - 2:25.24
- 2010:  marathon van Seoel - 2:26.58
- 2010:  marathon van Frankfurt - 2:23.25
- 2011:  Boston Marathon - 2:22.36
- 2011: 6e marathon van New York - 2:25.57
- 2012:  marathon van Taipei - 2:30.19
- 2013: 21e marathon van Tokio - 2:47.08
- 2013:  marathon van Frankfurt - 2:22.34
- 2014: 16e Boston Marathon - 2:32.04 (na DSQ van Rita Jeptoo)
- 2014:  marathon van Glasgow - 2:27.10
- 2014:  marathon van Shanghai - 2:25.22
- 2015: 6e marathon van Boston - 2:26.40
- 2015:  marathon van Danzhou - 2:35.11
- 2016:  marathon van Daegu - 2:27.39

### veldlopen
- 2003: 9e WK in Lausanne - 26.55